# 윤사윤
윤사윤(尹士昀, 1409년 ~ 1461년 12월 7일)은 조선시대 전기의 문신으로, 본관은 파평(坡平)이다. 윤번(尹璠)의 차남이자 윤보(尹甫)의 아버지이다.

## 생애
부사정(副司正)으로 재직 중 1436년(세종 18) 친시문과에 을과 장원으로 급제하였다. 그의 과거 급제에 관련해서는 이론의 여지가 있다. 그러나 공정한 절차로 과거에 오른 것은 아니었지만 그 뒤 벼슬길에 올라 국정에 성실히 참여하였다 한다.
여러 벼슬을 거쳐 1438년 사간원 우정언이 되고, 1442년 사간원 좌헌납 등을 거쳐, 여러 언관직을 지낸 뒤 1446년 사헌부 장령을 역임하였다.
1453년 계유정난 때 매부인 수양대군을 도운 공으로 정난공신(靖亂功臣) 2등에 책록되고 1454년 우사간대부와 첨지중추원사의 벼슬을 하였다.
수양대군이 1455년 6월 왕위에 오르는 데 협력한 공으로 좌익공신(佐翼功臣) 3등에 책록되었다. 이후 통정대부 형조참의로 승진하였고 예문관제학을 지내고 파성군(坡城君)으로 봉하여졌다.
그 뒤 보문각대제학(寶文館大提學)을 제수받고 다시 영평군(鈴平君)으로 봉하여졌다. 1458년 공조참판이 되고 1459년 사헌부대사헌을 거쳐 공조판서를 지냈다. 최종 관직은 정헌대부 공조판서에 이르렀다. 평소 사치를 멀리하고 검소한 생활로 일관한 끝에 많은 재물을 모아 큰 부자가 되었다고 한다.
1461년(세조 7) 졸했으며, 시호는 성안(成安)이다.
사후 영의정(領議政)에 추증되었다.

## 가족 관계
- 증조부 : 윤척(尹陟)
  - 조부 : 윤승례(尹承禮)
    - 아버지 : 윤번(尹璠)
    - 어머니 : 흥녕부대부인 인주 이씨
      - 형님 : 윤사분(尹士昐)
      - 동생 : 윤사흔(尹士昕)
      - 여동생 : 정희왕후, 세조비
      - 부인 : 부산현부인 수원 최씨(釜山縣夫人 水原崔氏), 검교(檢校) 호조참의(戶曹參議) 최의검(崔義儉)의 딸
        - 외아들 : 윤보(尹甫)
          - 손자 : 윤여필(尹汝弼)
          - 손자 : 윤여해(尹汝諧)